# John Bridgeman

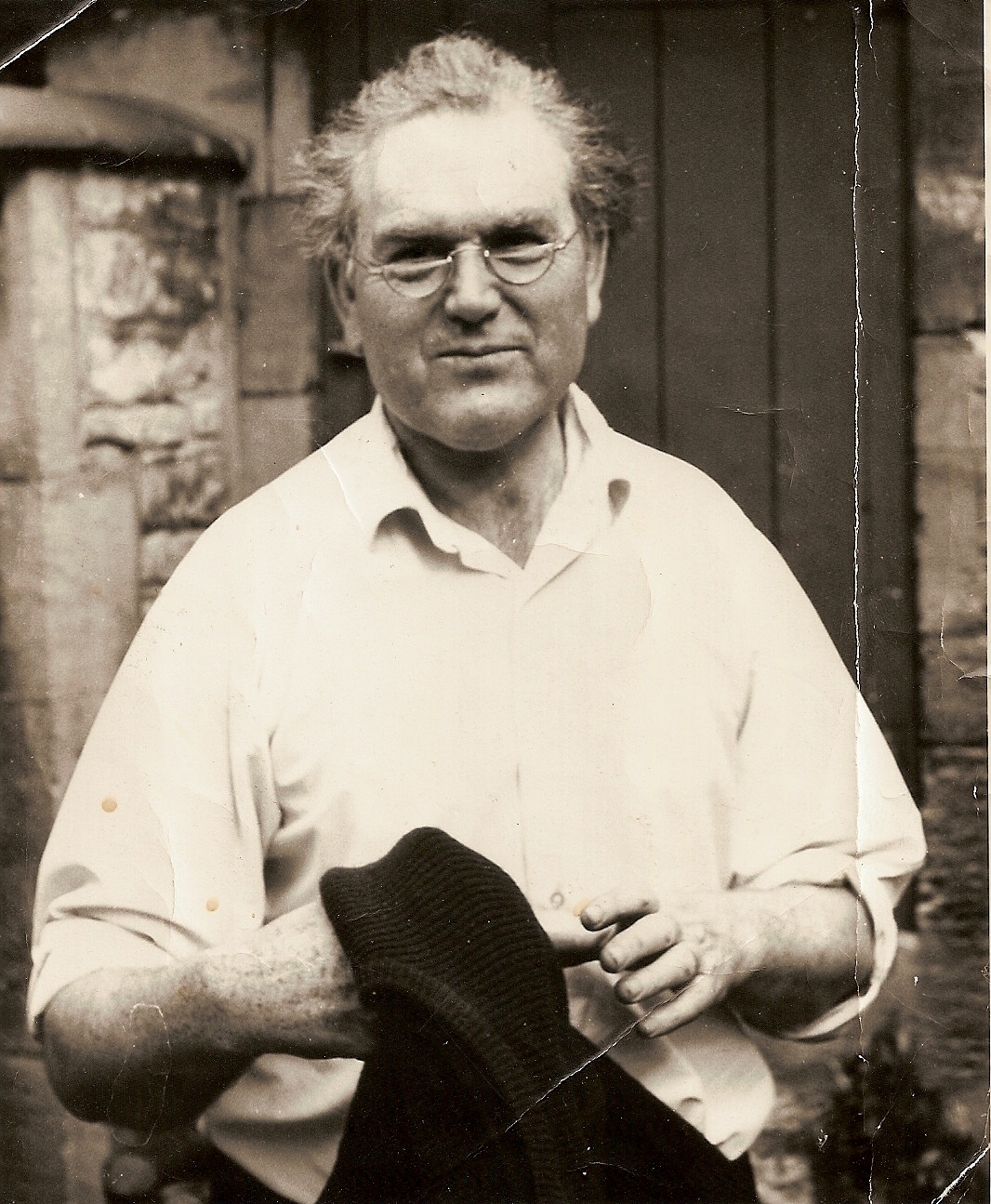
John Bridgeman (1975)

Arthur John „Bridge“ Bridgeman (* 2. Februar 1916 in Felixstowe, Suffolk; † 29. Dezember 2004 in Warwick, Warwickshire) war ein britischer Bildhauer.

## Leben
John Bridgeman studierte im Alter von 14 Jahren an der Colchester Kunstakademie und danach bei Frank Dobson an der königlichen Kunstakademie (Royal Academy of Arts). In dieser Periode schuf er Bilder aus Gouache und Pastellfarben mit englischen Landschaften in einem romantischen Stil. Nach dem Krieg wurde ihm ein Stipendium an der britischen Schule in Rom angeboten, aber er zog es vor, mit Misha Black zu arbeiten und dann auf dem Dome of Discovery für das Festival von Großbritannien. Nach einem Ruf als Direktor der Abteilung für Skulptur an der Carlisle Kunstakademie löste er William Bloye als Direktor der Abteilung für Skulptur an der Birmingham Kunstakademie ab, in der er bis zu seinem Ruhestand 1981 arbeitete.

## Werke
Seine Arbeit war populär, er fand sowohl private als auch städtische Gönner. Er trug nach dem Krieg zur Neugestaltung von Birmingham bei durch die Kreation einer Anzahl ikonischer Stücke von Kunst im öffentlichen Raum. Er gestaltete auch Spielskulpturen für Kinder in den neuen öffentlichen Gebäuden, die errichtet wurden – eine Idee, mit der er seiner Zeit in den fünfziger Jahren voraus war. Stets experimentierte er mit neuen Materialien, so schuf er aus Zement die Komposition Mutter und Baby für das Mutterschaftskrankenhaus in Birmingham und die vor kurzem wiederhergestellte überlebensgroße Bronzegruppe „Mitleid“ für das Krankenhaus Dudley Straße in Birmingham. Diese sind typische Beispiele für seine breite Skala an gestalterischen Fähigkeiten. Die Mater Dolorosa in der Dame-Kapelle der damals gerade umgebauten Coventry-Kathedrale ist möglicherweise die bedeutendste seiner religiösen Arbeiten. Seine Philosophie der Kunst und sein Interesse an Methoden und Materialien stellt er in dem Buch Clay Models and Stone Carving vor, das er 1974 gemeinsam mit seiner Frau schrieb, der Autorin und Journalistin Irene Dancyger. Gegen Ende seines Lebens konzentrierte sich er auf die Schaffung kleinerer weiblicher Skulpturen, an denen er sich als einer der letzten großen Praktiker in der Kunst des Modellierens im Wachsausschmelzverfahren erprobte.